# Iglesia del Niño Jesús en el Esquilino
La iglesia del Niño Jesús en el Esquilino es un lugar de culto católico de Roma, en el distrito de Monti, en via Urbana.
Se encuentra frente a la Basílica de Santa Pudenziana y está anexo al internado y a la casa general de las Hermanas Oblatas del Niño Jesús. Fue construida bajo el pontificado de Clemente XII, inicialmente según un diseño de Alessandro Specchi, 1713, al que pronto sucedió Carlo Buratti y sobre todo Ferdinando Fuga, que la completó en 1736; fue consagrada solemnemente el 9 de septiembre de 1736, como recuerda un epígrafe en su interior. El internado, que ocupa una manzana entera, fue terminado en el siglo XIX por Andrea Busiri Vici.
La iglesia estaba precedida por un doble tramo de escaleras, demolido tras la unificación de Italia para obras de elevación del nivel de la calle. El portal de entrada tiene una forma sencilla, mientras que la gran ventana superior adornada con un escudo con festones parece más elegante y suntuosa.
Sufrió una restauración radical en 1882, bajo la dirección del arquitecto Andrea Busiri Vici . De esta fase datan los cuatro ángeles con volutas en los penachos de la cúpula y el Niño Jesús en la bóveda del altar mayor.Descripción El interior tiene forma de cruz griega y forma redonda con cúpula de lavabo y tres altares. En el altar mayor se encuentra la obra de Marco Benefial, ' Adoración de los Pastores, recientemente restaurada y reubicada después de más de un siglo. En el altar derecho: el cuadro de San Agustín triunfando sobre las herejías de Domenico Maria Muratori, y a la izquierda: Visión de San Andrea Corsini ante la Virgen de Giacomo Zoboli. Está ricamente decorada la Capilla de la Pasión, diseñada por Virginio Vespignani yconstruida en 1856 con mármol policromado, estucos dorados y pinturas al temple de Francesco Grandi, por orden del cardenal Mario Mattei para albergar la venerada estatua de Jesús coronado de espinas.

En la casa del lado derecho de la iglesia hay una placa que conmemora el sacrificio del sacerdote Pietro Pappagallo, fallecido en las Fosas Ardeatinas:

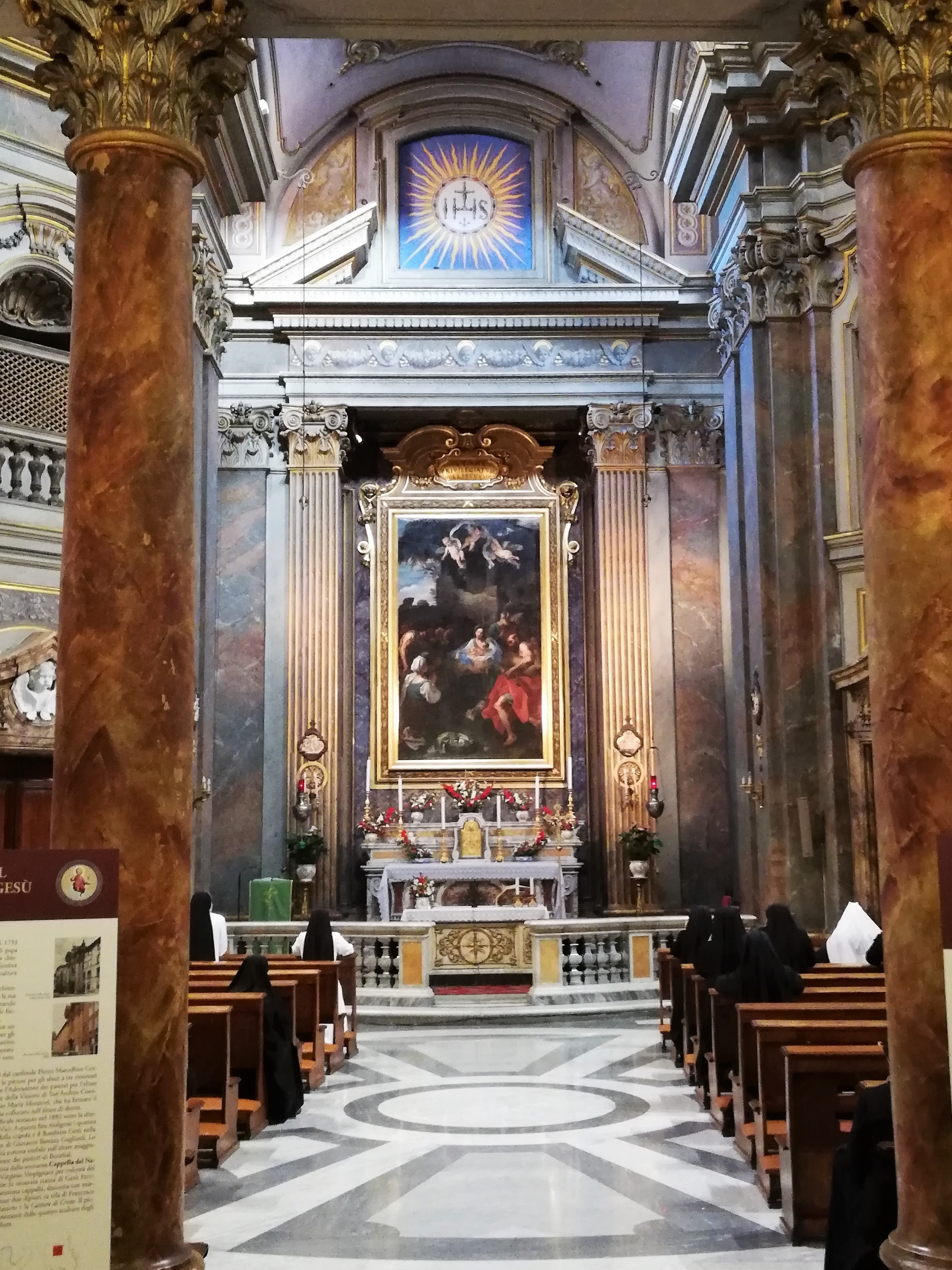
El interior, con el presbiterio y el altar mayor

En esta casa, en los tiempos oscuros de la ocupación nazi, brilló la luz del corazón generoso de Don Pietro Pappagallo (Terlizzi, Bari, 28-06-1888 – Roma, Fosse Ardeatine, 24-03-1944). Acogió con amor a los perseguidos de toda fe y condición hasta el sacrificio, cayó en el signo extremo de la redención y del perdón de Dios. La Municipalidad de Roma conmemoró el 53 aniversario de la masacre para recordar que quienes murieron por la libertad son las semillas de vida de una humanidad mejor.